# ピカロネス

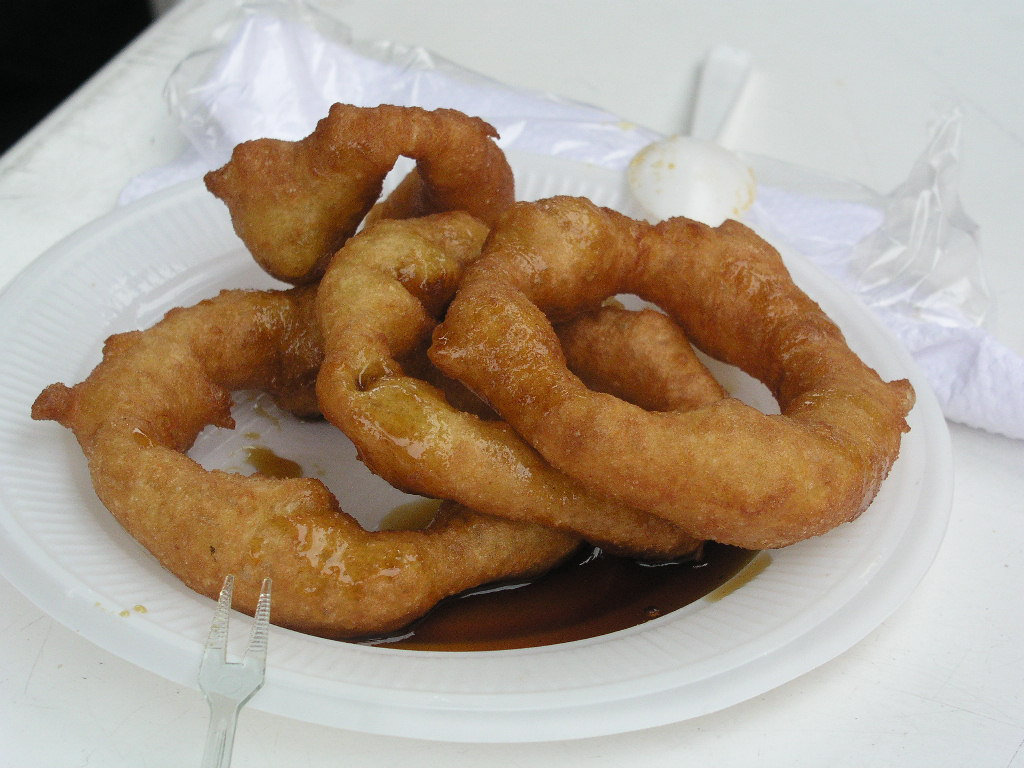
ピカロネスの例

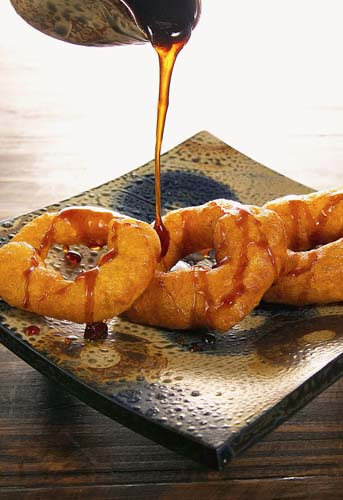
甘い蜜をかける

ピカロネス（スペイン語: picarones）は、ペルーの菓子。単数形はピカロン（スペイン語: picarón）であるが、購入される際には3個から4個単位で買われるため、複数形のピカロネスの呼称が一般的である。ペルーの屋台スイーツの定番である。
ドーナツの一種であり、形状もドーナツに似る。小麦粉の代わりにカボチャやサツマイモを用いるのが特徴である。
食べる際には黒くて甘い蜜をかけることが多い。
スペインの揚げ菓子ブニュエロが起源であり、小麦粉が高価であったことからカボチャやサツマイモを代替品に使用して作られるようになったものである。
本来はカボチャやサツマイモで作られるものであるが、ペルーではジャガイモで作ることもある。

## チリ
2016年、チリの情報を世界に発信する「チリ・イメージ財団」は自身のFacebookページ「Marca Chile」においてピカロネスがチリ発祥の伝統菓子であるかのような投稿を行った。記事の公開から数分後には、ペルーのネットユーザーからの反論と抗議が行われ、同記事は削除されることになった。
2014年にもFacebookページ「Amigos de Chile」において、ピカロネスの起源がチリであるかのように宣伝する素振りの投稿があり、他にもセビーチェ、カウサ、ススピロ・デ・リメーニャといったペルー料理をチリ発祥としようとしたことがある。